# Dominik Mappes
Dominik Mappes (* 25. Dezember 1994 in Hüttenberg) ist ein deutscher Handballspieler. Der Rechtshänder spielt in der Handball-Bundesliga bei der HSG Wetzlar auf der Position Rückraum Mitte.

## Karriere

### Verein
Dominik Mappes war ab den „Minis“ für den TV 05/07 Hüttenberg aktiv. Er durchlief alle Jugendmannschaften und spielte zwei Jahre lang mit der A-Jugend der Blau-Roten in der Jugendhandball-Bundesliga.
2013 rückte das Hüttenberger Eigengewächs in die Männermannschaften des TVH auf und sammelte zunächst Spielpraxis im Oberliga-Team. Während des Meisterschaftskampfes in der 3. Liga und dem Erfolgslauf durch die zweite Bundesliga reifte der talentierte Spielmacher immer mehr zum Führungsspieler seiner Mannschaft. Nach dem Aufstieg in die 1. Handball-Bundesliga knüpfte Mappes an die Spielstärke der Vorsaison an und wurde für seine Leistungen auf der Position Rückraum Mitte auch in das All-Star-Team 2018 gewählt.
Im Januar verkündete der Spielmacher seinen Wechsel zur Saison 2018/19. Ab dem Sommer 2018 spielte er für den HC Erlangen in der Bundesliga. Ein Jahr später wechselte er zu den Eulen Ludwigshafen. Zur Saison 2021/22 kehrte er zum TV Hüttenberg und damit an seine alte Wirkungsstätte in Mittelhessen zurück. In der Saison 2021/22 wurde Mappes zum Most Valuable Player der 2. Bundesliga gewählt.
Ab dem Sommer 2022 stand er beim VfL Gummersbach unter Vertrag. Seit der Saison 2024/25 läuft er für die HSG Wetzlar auf.

### Bundesligabilanz
| Saison    | Verein              | Spielklasse | Spiele | Tore | 7-Meter | Feldtore |
| --------- | ------------------- | ----------- | ------ | ---- | ------- | -------- |
| 2017/18   | TV 05/07 Hüttenberg | Bundesliga  | 33     | 132  | 13      | 119      |
| 2018/19   | HC Erlangen         | Bundesliga  | 27     | 43   | 0       | 43       |
| 2019/20   | Eulen Ludwigshafen  | Bundesliga  | 24     | 66   | 0       | 66       |
| 2020/21   | Eulen Ludwigshafen  | Bundesliga  | 33     | 102  | 0       | 102      |
| 2017–2021 | gesamt              | Bundesliga  | 117    | 343  | 13      | 330      |

### Zweitligabilanz
| Saison    | Verein              | Spielklasse   | Spiele | Tore | 7-Meter | Feldtore |
| --------- | ------------------- | ------------- | ------ | ---- | ------- | -------- |
| 2012/13   | TV 05/07 Hüttenberg | 2. Bundesliga | 7      | 5    | 0       | 5        |
| 2013/14   | TV 05/07 Hüttenberg | 2. Bundesliga | 28     | 23   | 0       | 23       |
| 2014/15   | TV 05/07 Hüttenberg | 2. Bundesliga | 27     | 51   | 4       | 47       |
| 2016/17   | TV 05/07 Hüttenberg | 2. Bundesliga | 37     | 182  | 34      | 148      |
| 2021/22   | TV 05/07 Hüttenberg | 2. Bundesliga | 30     | 211  | 36      | 175      |
| 2012–2022 | gesamt              | 2. Bundesliga | 128    | 473  | 74      | 399      |

### Erfolge
- Aufstieg mit dem TV 05/07 Hüttenberg in die 1. Bundesliga 2017
- Aufstieg mit dem TV 05/07 Hüttenberg in die 2. Bundesliga 2016
- Bester Spieler der 2. Bundesliga 2021/22